# Ozarba cupreofascia
Ozarba cupreofascia là một loài bướm đêm trong họ Noctuidae.